# لالن باكهر
لالن باكهر (بالعبرية: אילן בכר‏) (17 مايو 1975 برمات غان في إسرائيل - ) هو لاعب كرة قدم إسرائيلي في مركز الدفاع. شارك مع منتخب إسرائيل لكرة القدم. أما مع النوادي، فقد لعب مع بيتار القدس وراسينغ سانتاندير وسبورتينغ براغا ونادي هبوعيل بئر السبع ونادي هبوعيل تل أبيب ونادي أسدود وHapoel Ramat Gan Givatayim F.C. ‏ وMaccabi Herzliya F.C. ‏ وHakoah Amidar Ramat Gan F.C. ‏ ونادي هبوعيل نوف هجليل.

## روابط خارجية
- لالن باكهر على موقع قاعدة بيانات كرة القدم.إي يو (الإنجليزية)
- لالن باكهر على موقع ناشيونال فوتبول تيمز (الإنجليزية)